# STS-400
STS-400 és el nom de la missió de rescat si ocorregués la necessitat d'un vol d'emergència del transbordador Endeavour davant d'un problema important durant la missió STS-125 (també anomenada HST SM4) duta a terme pel  Atlantis, la qual és l'última missió de servei al telescopi espacial Hubble (HST) fins a la retirada el 2014. Endeavour es troba esperant el seu llançament d'emergència a la rampa LC-39B.
A causa de la molt més baixa inclinació orbital de l'HST en comparació amb l'Estació Espacial Internacional (ISS), la tripulació de l'Atlantis no podrà utilitzar l'estació com un refugi segur i seguir l'habitual pla de recuperació. En lloc d'això, la NASA ha elaborat un pla per a dur a terme una possible missió de rescat similar a les propostes per a missions de rescat abans dels vols a la ISS. La missió de rescat s'iniciaria tan sols set dies després que l'Atlantis es trobés amb problemes, ja que el temps màxim que la tripulació pot romandre a bord d'un vehicle orbital danyat és de 23 a 28 dies.
Per a octubre de 2008 es va preveure que el transbordador de rescat seria rodat al Complex de llançament 39B dues setmanes abans que el transbordador de la STS-125 situada en el Complex de Llançament 39A, creant un escenari poc freqüent de dues llançadores en dues plataformes de llançament al mateix temps. No obstant això la missió STS-125 es va demorar i va tornar a l'edifici d'assemblatge VAB. Estava previst que després de la missió STS-125 la plataforma de llançament 39B continuaria amb la conversió per a l'ús del Projecte Constellation per al seu ús pel coet Ares I.
Aquesta missió va ser originalment programada per volar per l'Endeavour i numerada com STS-400, però a causa d'una anomalia a bord del Telescopi Espacial Hubble, la STS-125 es va retardar fins després de la missió STS-119 (la missió del Discovery a la ISS), pel que el transbordador previst per volar aquesta missió es va canviar pel Discovery, canviant-se el nom de la missió a STS-401. La STS-125 es va retardar encara més, permetent al Discovery realitzar la missió STS-119 i tornant a assignar al Endeavour la missió de rescat, que novament va passar a denominar-STS-400.
El gener de 2009 es va anunciar que la NASA valorava la possibilitat de dur a terme els dos llançaments des de la rampa 39A per evitar més demores a la missió Ares I-X, programada per al llançament des de la rampa LC-39B després que la STS-400 la desocupés. Diversos membres de la NASA van declarar que les operacions des d'una sola de les rampes de llançament era factible i que probablement aquest seria el mètode a utilitzar. No obstant això, al març de 2009, la NASA va anunciar que continuaria amb les operacions des de les dues rampes de llançament.

## Tripulació
La tripulació assignada a aquesta missió és part de la tripulació assignada a la missió STS-126. Els nombres entre parèntesis indiquen les missions realitzades prèviament per cada astronauta.
- Christopher Ferguson (3) - Comandant
- Eric A. Boe (2) - Pilot
- Stephen G. Bowen (2) - Especialista de la missió gener
- Robert S. Kimbrough (2) - Especialista de la missió 2

## Plans de la missió

Diagrama que mostra una de les propostes de transferències de la tripulació i l'equip durant la STS-400.

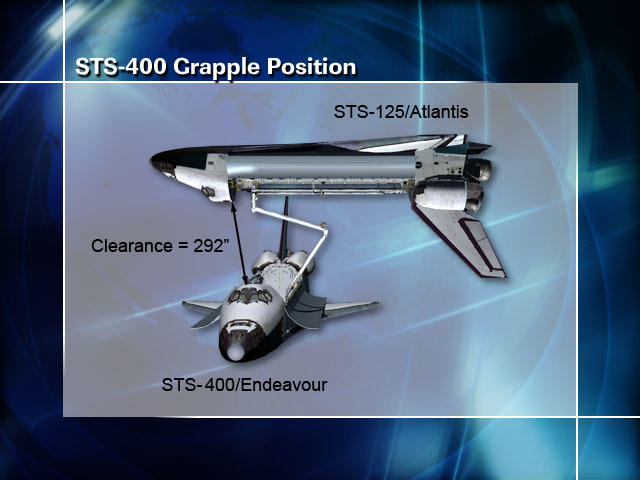
Diagrama que mostra l'acoblament del transbordador Endeavour, amb Atlantis durant el seu procés de transferència de tripulació de la STS-125 a STS-400.

Es van avaluar tres diferents plans per a la missió. El primer seria realitzar un acoblament entre els dos transbordadors, però es va descartar per la possibilitat de dany mutu entre els transbordadors durant l'acoblament. La segona opció avaluada seria realitzar un rendezvous entre els transbordadors, sense contacte físic, i transferir a la tripulació mitjançant el  braç robòtic, però també va ser descartada per l'alt consum de propel·lent que suposaria mantenir dos transbordadors un prop de l'altre durant tota l'operació. Finalment es va triar una tercera opció: l'Endeavour utilitzaria el braç robòtic per atrapar l'Atlantis, estalviant-se el consum de propel·lent i evitant el risc d'un impacte entre els dos transbordadors.

## Preparació

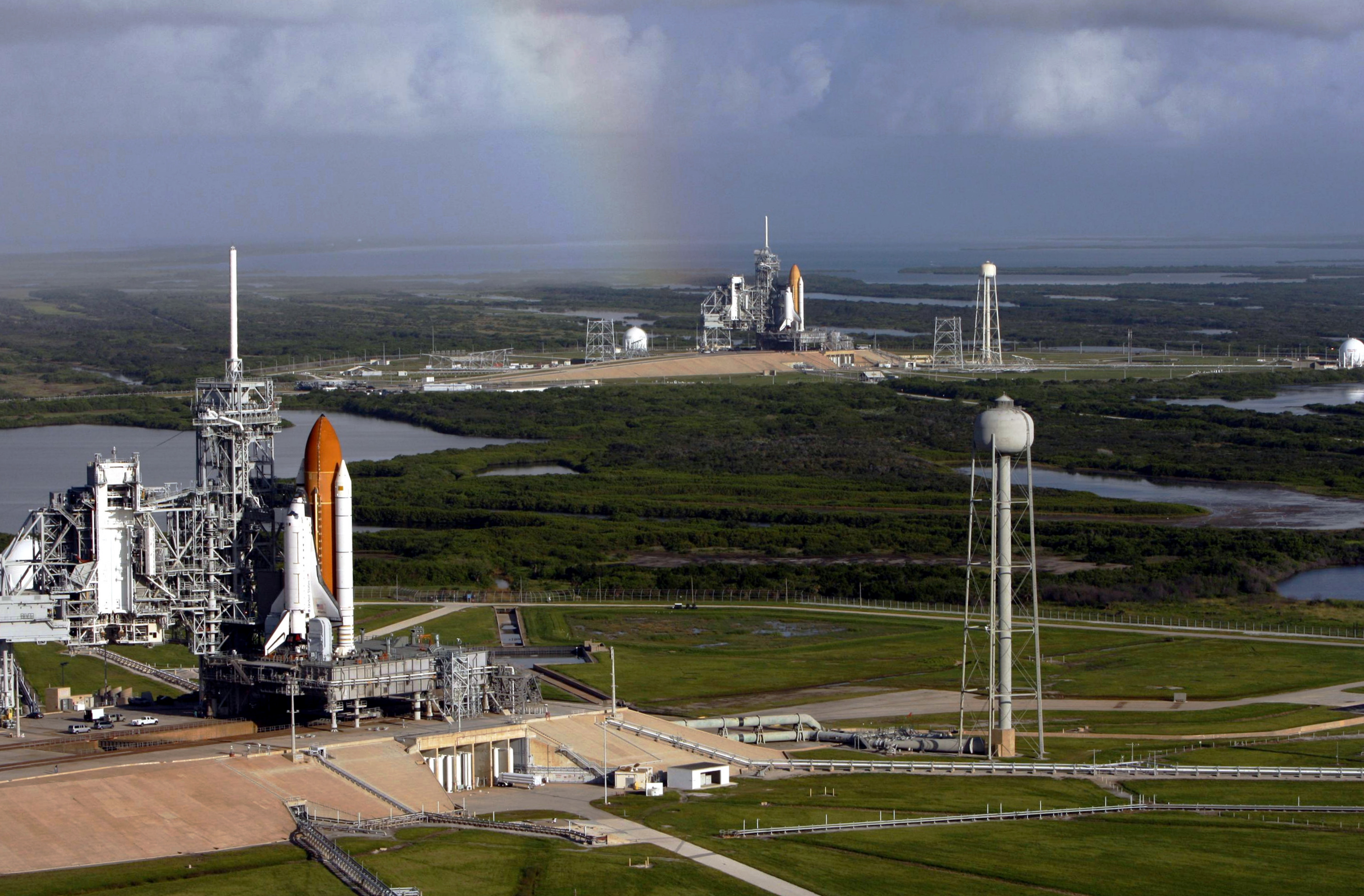
Atlantis i Endeavour sobre LC-39A i LC-39B.

Després de la seva més recent missió (STS-123), l'Endeavour va ser portat al VAB per a manteniment rutinari. Anteriorment l'Endeavour ha tingut experiència en vols de contingència, però afortunadament no s'ha hagut d'arribar a usar-se. De totes maneres serà la primera vegada que l'Endeavour sigui posat en posició de llançament a pocs metres d'un altre transbordador espacial (en aquest cas l'Atlantis) a la plataforma de llançament 39-B. La preparació dels  coets acceleradors va començar l'11 de juliol de 2008. Un mes més tard el  tanc extern va arribar al KSC i va ser acoblat als coets acceleradors el 29 d'agost de 2008.

## La missió
Després del primer dia en òrbita òrbita es realitzaria la inspecció de l'escut tèrmic utilitzant el braç de sensors de l'orbitador. El mateix dia estaria previst trobar i iniciar el treball de rescat amb l'Atlantis, així com realitzar la primera  EVA, en què Megan McArthur, Andrew Feustel i John Grunsfeld connectarien les rescloses d'aire dels dos transbordadors mitjançant una corda. Es realitzaria la primera ronda de transferències de la tripulació de l'Atlantis a l'Endeavour. El tercer dia finalitzaria la transferència i poc després es realitzarien les maniobres de tornada a la Terra. L'Atlantis seria deixat en òrbita per ser pilotat de manera remota i enviar-lo a l'oceà Pacífic per a una destrucció controlada.
Aquesta missió va poder posar fi al programa del transbordador espacial, ja que era poc factible que el programa pugui continuar amb només dos vehicles orbitals.